# Інтер РАО
Інтер РАО (рос. Интер РАО) — російська енергетична компанія, що управляє активами в Росії, а також в країнах Європи та СНД. У сферу діяльності Інтер РАО входить виробництво і збут електричної та теплової енергії, міжнародний енергетичний трейдинг, інжиніринг, проектування і будівництво енергооб'єктів. Також під контролем Інтер РАО - ряд енергетичних компаній за кордоном, включаючи теплові та гідроелектростанції, електромережеві і енерготрейдінговие компанії.
Інтер РАО - одна з найбільших в Росії публічних електроенергетичних компаній за ринковою капіталізацією, яка станом на кінець II кварталу 2015 року склала 127,4 мільярда рублів. Загальна чисельність персоналу групи «Інтер РАО» на кінець 2014 року перевищила 58 000 осіб. 
Штаб-квартира компанії знаходиться в Москві в комплексі будівель Електролуч. Повне фірмове найменування російською мовою - Публічне акціонерне товариство «Інтер РАО ЄЕС».